# Antrostomus noctitherus
El guabairo, guabairo de Puerto Rico, chotacabras puertorriqueño (Antrostomus noctitherus) es una especie de ave caprimulgiforme de la familia de los chotacabras (Caprimulgidae). Habita en los bosques secos costeros en ciertas zonas del suroeste de Puerto Rico.
Fue descrito a partir de huesos encontrados en una caverna y un único espécimen capturado en 1888. Se consideraba que la especie se había extinguido, siendo dicho espécimen el último ejemplar de un ave "prehistórica". Sin embargo, en 1961 se determinó que aún existía; ya que su presencia había pasado desapercibida a causa de sus hábitos cautelosos y porque su hábitat no había sido investigado.
Se estima que la población actual es de entre 1400 a 2000 individuos y se considera que permanecerá estable siempre y cuando no se altere su hábitat y se controle la presencia de depredadores - mangostas, ratas y gatos. La clasificación de en peligro obedece principalmente a que el hábitat especial del cual depende se encuentra muy fragmentado en áreas degradadas e inadecuadas; por lo que su población se encuentra distribuida en grupos muy disociados.
Las zonas en las que vive están siendo protegidas y se ha propuesto unir algunas de estas zonas mediante reforestación con plantas de especies nativas. Sin embargo, un campo de molinos eólicos planificado que sería ubicado cerca de Guayanilla ha obtenido un permiso en forma excepcional del Acta de Especies en Peligro bajo el argumento de permiso de "incidental take"; se ha indicado que hasta un 5% de la población del guabairo podría morir por colisiones contra las turbinas eólicas.